# Charleston (Tennessee)
Charleston ist eine Kleinstadt (mit dem Status „City“) im Bradley County im US-amerikanischen Bundesstaat Tennessee. Das U.S. Census Bureau hat bei der Volkszählung 2020 eine Einwohnerzahl von 664 ermittelt.
Charleston ist Bestandteil der Cleveland, Tennessee metropolitan area.

## Geografie
Charleston liegt im Südosten Tennessees in den westlichen Appalachen. Die Stadt liegt am Hiwassee River, der über den Tennessee River und den Ohio zum Stromgebiet des Mississippi gehört.
Die geografischen Koordinaten von Charleston sind 35°17′14″ nördlicher Breite und 84°45′30″ westlicher Länge. Das Stadtgebiet erstreckt sich über eine Fläche von 2,7 km².
Am gegenüberliegenden Ufer des Hiwassee River liegt die Schwesterstadt Calhoun. Weitere Nachbarorte von Charleston sind Riceville (12,4 km nordöstlich), Etowah (27,2 km ostnordöstlich), Delano (22,2 km östlich), Benton (21,2 km südöstlich), Ocoee (24,7 km südsüdöstlich), Cleveland (19,2 km südwestlich), Hopewell (20,7 km südwestlich) und Georgetown (27,2 km westlich).
Die nächstgelegenen größeren Städte sind die Lexington in Kentucky (382 km nördlich), Knoxville (118 km nordöstlich), Charlotte in North Carolina (473 km östlich), Georgias Hauptstadt Atlanta (206 km südlich), Chattanooga (70,4 km südwestlich), Tennessees Hauptstadt Nashville (270 km westnordwestlich) und Kentuckys größte Stadt Louisville (446 km nordnordwestlich).

## Verkehr
Der U.S. Highway 11 führt in Nordost-Südwest-Richtung als Hauptstraße durch Charleston. Mit der Einmündung in den US 11 am Südrand der Stadt erreicht die Tennessee State Route 308 ihren östlichen Endpunkt. Alle weiteren Straßen sind untergeordnete Landstraßen, teils unbefestigte Fahrwege sowie innerörtliche Verbindungsstraßen.
Von Nordost nach Südwest führt eine Eisenbahnlinie für den Frachtverkehr der Norfolk Southern Railway (NS) durch das Stadtgebiet von Charleston.
Mit dem Cleveland Regional Jetport befindet sich 10 km südwestlich ein kleiner Flugplatz. Die nächsten Verkehrsflughäfen sind der Chattanooga Metropolitan Airport (57 km südwestlich) und der McGhee Tyson Airport von Knoxville (122 km nordöstlich).

## Wirtschaft
Die deutsche Firma Wacker Chemie unterhält in Charleston eine Fabrik für Polysilizium als Vorstufe für den Solarmarkt.

## Bevölkerung
Nach der Volkszählung im Jahr 2010 lebten in Charleston 651 Menschen in 253 Haushalten. Die Bevölkerungsdichte betrug 241,1 Einwohner pro Quadratkilometer. In den 253 Haushalten lebten statistisch je 2,57 Personen.
Ethnisch betrachtet setzte sich die Bevölkerung zusammen aus 77,3 Prozent Weißen, 19,8 Prozent Afroamerikanern, 0,2 Prozent amerikanischen Ureinwohnern, 0,3 Prozent Asiaten sowie 1,7 Prozent aus anderen ethnischen Gruppen; 0,8 Prozent stammten von zwei oder mehr Ethnien ab. Unabhängig von der ethnischen Zugehörigkeit waren 4,1 Prozent der Bevölkerung spanischer oder lateinamerikanischer Abstammung.
26,3 Prozent der Bevölkerung waren unter 18 Jahre alt, 60,3 Prozent waren zwischen 18 und 64 und 13,4 Prozent waren 65 Jahre oder älter. 50,5 Prozent der Bevölkerung waren weiblich.
Das mittlere jährliche Einkommen eines Haushalts lag bei 33.911 USD. Das Pro-Kopf-Einkommen betrug 20.625 USD. 18,6 Prozent der Einwohner lebten unterhalb der Armutsgrenze.

## Bekannte Bewohner
- George Washington Bridges (1825–1873) – Abgeordneter des US-Repräsentantenhauses (1863), geboren und aufgewachsen in Charleston